# Neckera exserta
Neckera exserta là một loài rêu trong họ Neckeraceae. Loài này được Hook. ex Schwägr. mô tả khoa học đầu tiên năm 1828.